# Васильевка (Топольский сельсовет)
Васильевка — упразднённое село в Хабарском районе Алтайского края России. Располагалось на территории современного Тополинского сельсовета. Точная дата упразднения не установлена.

## География
Располагалось в 11 км к северу от села Топольное.

## История
Основано в 1910 г. В 1928 г. деревня Васильевка состояла из 77 хозяйств. В составе Ново-Полтавского сельсовета Ново-Алексеевского района Славгородского округа Сибирского края.

## Население
В 1926 г. в посёлке проживало 346 человек (181 мужчина и 165 женщин), основное население — украинцы.